# Athemistus macleayi
Athemistus macleayi är en skalbaggsart som beskrevs av Carter 1926. Athemistus macleayi ingår i släktet Athemistus och familjen långhorningar. Inga underarter finns listade.